# Ctenotus ariadnae
Ctenotus ariadnae är en ödleart som beskrevs av Storr 1969. Ctenotus ariadnae ingår i släktet Ctenotus och familjen skinkar. Inga underarter finns listade i Catalogue of Life.
Arten förekommer i centrala Australien. Honor lägger ägg.